# Carry Pothuis-Smit

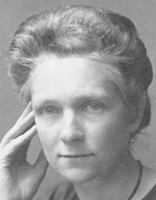
Carry Pothuis-Smit

Wilhelmina Carolina Benjamina Carry Pothuis-Smit (* 12. Februar 1872 in Amsterdam; † 30. August 1951 ebenda) war eine niederländische Lehrerin, Publizistin und Politikerin. Sie war die erste Frau in der Ersten Kammer der Generalstaaten.

## Leben
Carry Pothuis-Smit wurde am 12. Februar 1872 in Amsterdam als eine von fünf Töchtern geboren. Ihr Vater war Kommissionär mit einem florierenden Eisenwarengeschäft Barend Marinus Smit (1842–1918) und ihre Mutter Wilhelmina Carolina Benjamina van den Honert (1845–1925). Die Eltern waren niederländische Reformierte. Sie heiratete am 29. Oktober 1903 den Diamantarbeiter und Gewerkschaftsführer Samuel Pothius (1873–1937) und hatte mit ihm einen Sohn und zwei Töchter.
Gegen den Willen der Eltern besuchte Carry Smit ab ihrem dreizehnten Lebensjahr die Lehrerausbildungsstätte in Arnheim und wurde nach Erhalt ihres Abschlusses Lehrerin an einer Privatschule für wohlhabende Mädchen in Haarlem. Sie wechselte 1891 an eine öffentliche Schule in einem Arbeiterviertel in Amsterdam und unterrichtete dort bis 1900. Nachdem sie auf einer Versammlung eine Rede von Pieter Jelles Troelstra gehört hatte, trat sie 1898 in die Sozialdemokratischen Arbeiterpartei (SDAP) ein. Von 1900 bis 1906 war sie an der Burgerweeshuis-Schule tätig und führte dort das Fach Handarbeit ein. In ihrer Freizeit besuchte sie Frauen in Slumhäusern. Smit interessierte sich für die gesellschaftliche Stellung der Frau. Ihr war es wichtig Arbeiter und Frauen der Arbeiterklasse in den Kampf für den Sozialismus einzubeziehen. So führte sie 1900 in der neu gegründeten Parteizeitung „Het Volk“ eine Frauenrubrik ein. Carry Smit gründete einen Verein, der Schulungsabende für Hausangestellte, Zigarettenmacher, Bügeler, Arbeiter in Druckereien und andere Facharbeiter organisierte und gab selbst jungen Arbeitern im Diamantenhandel Niederländisch- und Geographieunterricht.
Den aus armen jüdischen Verhältnissen stammenden Diamantenarbeiter Samuel Pothuis heiratete sie 1903. Pothuis war dank seines Einsatzes und einem Selbststudium zum Gewerkschaftsführer aufgestiegen. Samuel Pothuis unterstützte seine Frau bei ihrem Engagement, arbeitete einige Tage in der Woche zu Hause und kümmerte sich um die Kinder, als diese noch klein waren, damit Carry Pothuis-Smit weiterhalb ihrer Arbeit außerhalb des Hauses nachgehen konnte.
Carry Pothuis-Smit gehörte 1905 zu den Gründerinnen des Amsterdamer Sozialdemokratischen Frauenpropagandaclubs, der ohne finanzielle Unterstützung durch die Partei eine Zeitschrift für Frauen herausgeben konnte, De Proletarische Vrouw (DPV). Sie wurde Chefredakteurin der Zeitschrift und blieb dies bis 1940. Die Arbeit für die Zeitschrift war größtenteils ehrenamtlich, sie erhielt nur eine kleine Entschädigung. Zunächst erschien sie zweimal im Monat und ab 1923 wurde sie zu einer Wochenzeitschrift. Intensiv wurde sich in der Zeitschrift mit den Themen Frauenwahlrecht, der Mutterschaftsfürsorge, der Frauenarbeit, dem Antimilitarismus beschäftigt. Später auch praktische Tipps für die Hausfrau, Serien und eine Ergänzungszeitschrift für Kinder. Von 6.000 Abonnenten im Jahr 1920 stieg die Zahl in den frühen 1930er Jahren auf über 60.000. 1940 gab es noch über 30.000 Abonnenten. In den ersten Kriegsmonaten wurde der Titel in De Vrouw geändert, aber im Juli 1940 stellte Carry Pothuis-Smit ihre Redaktionstätigkeit ein, um die Gleichschaltung zu verhindern und die Zeitschrift wurde eingestellt. Sie schloss ihren Abschiedsartikel in der Ausgabe vom 30. Juli mit den Worten: „Zögern Sie nicht, behalten Sie den Glauben.“

### Politische Arbeit
Carry Pothuis-Smit blieb neben der Arbeit als Chefredakteurin in der SDAP aktiv. Sie hatte von 1919 bis 1924 einen Sitz im Amsterdamer Stadtrat für ihre Partei inne. Dort setzte sie sich für kommunale Einrichtungen wie Badehäuser, Wasch- und Bügelanlagen, Kinderheime und Kliniken ein. Als erste Frau wurde sie 1920 in die Erste Kammer der Generalstaaten gewählt. Durch ihr Handeln und Wissen konnte sie schnell das Misstrauen überwinden, mit dem ihr viele männliche Kollegen bei ihrem Einzug in die Kammer entgegensahen. Im Senat befasste sie sich mit den Bereichen Bildung, Landwirtschaft, Anti-Alkoholismus, Rüstung und der Stellung der Frau. Sie setzte sich für bezahlten Mutterschaftsurlaub ein, kämpfte gegen Pläne der Regierung, die Arbeit verheirateter Beamter einzuschränken, und hielt jedes Jahr eine heftige Rede gegen den Haushalt des Verteidigungsministeriums. Pothuis-Smit war siebzehn Jahre lang Mitglied des Senats. Sie verließ ihn 1937, als ihre Partei ihre antimilitaristische Position aufgab. Als Begründung gab sie an, das 65. Lebensjahr vollendet zu haben, doch zweifellos spielte auch die Enttäuschung über ihre Partei eine Rolle. In dem Jahr starb auch ihr Mann.
Nach dem Krieg verfasste sie für die neue Zeitschrift Wij Vrouwen einige Kommentare zur Politik der Labour Party, die jedoch wegen ihres zu kritischen Tons abgelehnt wurden. Zeitlebens engagierte sie sich auch für Kirche und Religion. Als Erwachsene wurde sie Remonstrantin, war Mitglied von Kerk en Vrede und fühlte sich der 1913 gegründeten Arbeidersgemeenschap der Woodbrookers verbunden. Sie sprach mehrmals im Woodbrookers Center in Barchem und nahm mit ihrem Mann regelmäßig an Treffen der Religiös-Sozialistischen Vereinigung teil.
Ihre letzten Jahre widmete sie dem Schreiben von Kinderbüchern. Carry Pothuis-Smit starb am 30. August 1951.